# Antonius Sanderus
Antoon Sanderus (Antuérpia, 15 de Setembro de 1586 — Affligem, 10 de Janeiro ou 16 de Janeiro de  1664) foi um historiador, filólogo e teólogo flamengo.
Sanderus estudou teologia em Lovaina e  Douai. Após ter sido ordenado padre em Gante, exerceu o ministério em Oosteeklo. Ele foi um opositor do anabaptismo na Flandres.
Como escritor, latinizou o seu nome de Antoon Sanderus para Antonius Sanderus. A sua obra mais importante foi a ricamente ilustrada  Flandria Illustrata, Sive Descriptio Comitatus per totem terrarum orbem celeberrimi (primeira impressão em Köln,  1641-1644). Desta monumental obra, foram publicados dois volumes e outros permaneceram inacabados até à sua morte. O livro contém uma descrição de várias vilas e cidades flamengas.
Outros trabalhos escritos por Sanderus foram uma hagiografia Hagiologium Flandriae sive de sanctis eius provinciae (primeira impressão em Antuérpia, 1625), um poema a Peter Paul Rubens (Setembro de  1621); um inventário de manuscritos presentes em várias bibliotecas Bibliotheca belgica manuscripta (primeira impressão em Lille, 1641-1643) e uma história das abadias e mosteiros do Brabante Chorographia sacra Brabantiae (Bruxelas, 1659).
Sanderus morreu na abadia de Affligem.